# Gotiskt sälgfly
Gotiskt sälgfly, Orthosia gothica, är en fjärilsart som beskrevs av Carl von Linné 1758. Arten ingår i släktet Orthosia och familjen nattflyn, Noctuidae. Arten förekommer i Palearktis, från Spanien till Japan, även norr om polcirkeln. Arten har livskraftiga (LC) populationer i både Sverige och i Finland. En underart finns listad i Catalogue of Life, Orthosia gothica jezoensis Matsumura, 1926
Larven lever på lövträd, mer sällsynt även på örter, som Salix, prunusar, älggräs, Skräppor, nässlor och andra. Nattflyet övervintrar som puppa och flyger i mars och april medan larverna uppträder i maj till juli.
Sitt svenska trivialnamn har den fått på grund av dess svarta märke på vingen som påminner om ett gotiskt "G". På samma sätt har den fått sitt engelska trivialnamn, Hebrew character utifrån den hebreiska bokstaven nun נ 

## Bildgalleri

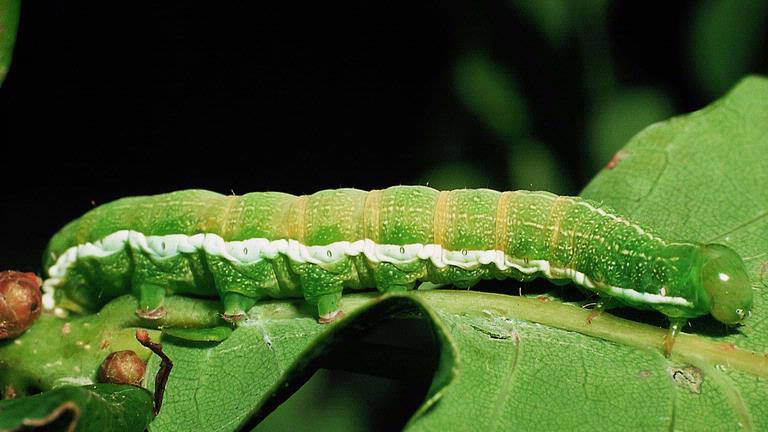
Fjärilens larv.
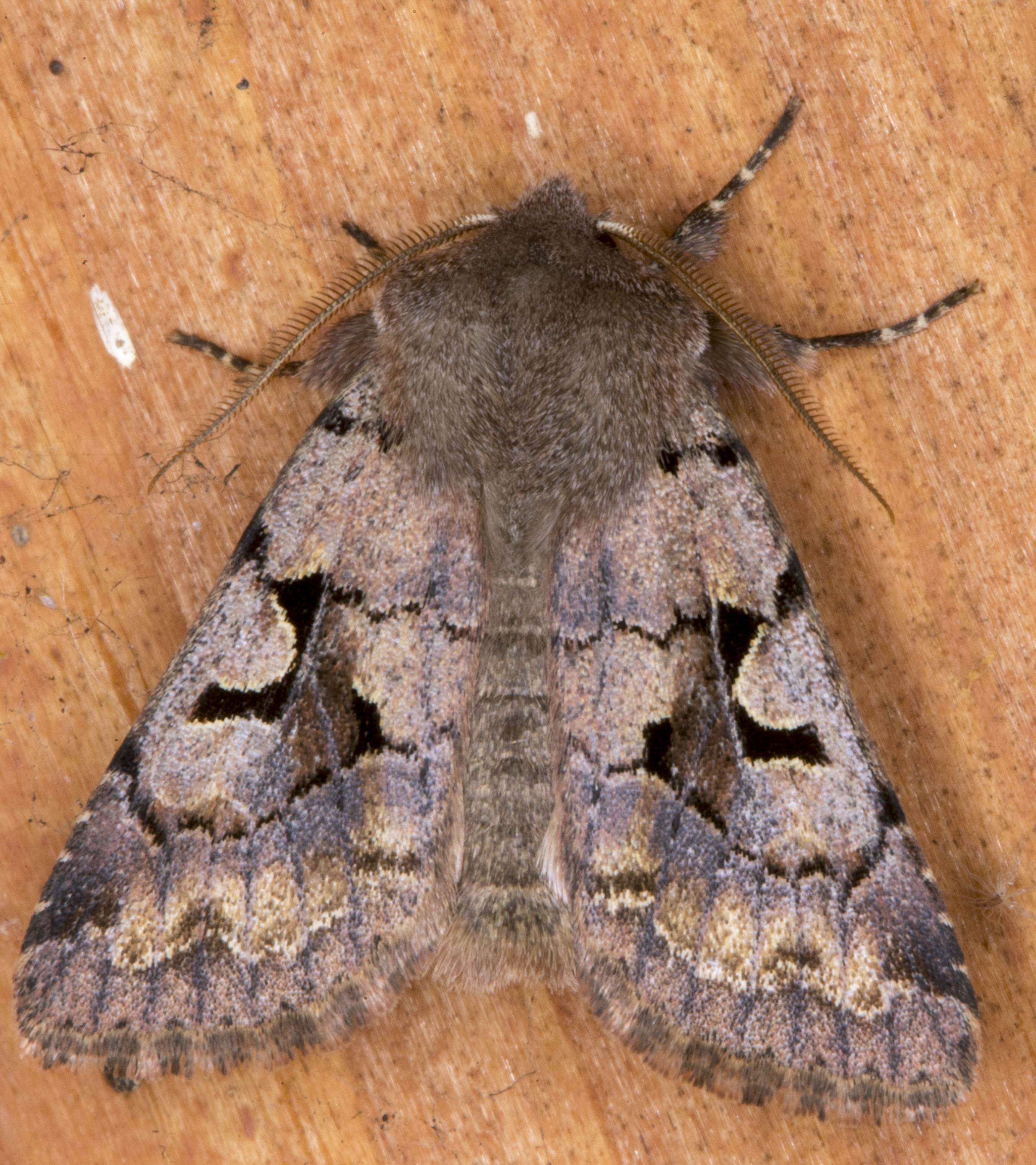
Imago fjäril.